# 13046 Aliev
13046 Aliev (tên chỉ định: 1990 QB19) là một tiểu hành tinh vành đai chính. Nó được phát hiện bởi Lyudmila Zhuravlyova ở Đài vật lý thiên văn Crimean gần Nauchnyj, Ukraine, ngày 31 tháng 8 năm 1990. Nó được đặt theo tên Shamil' Gimbatovich Aliev, a Russian nhà toán học và naval designer.